# Tanja Liedtke
Tanja Liedtke (* 6. Oktober 1977 in Stuttgart; † 17. August 2007 in Sydney) war eine deutsche, in Australien tätige Tänzerin und Choreografin.

## Werdegang
Liedtke war die Tochter von Kurt W. Liedtke und verbrachte ihre Kindheit in Spanien und Großbritannien. Sie studierte auch in Madrid und danach in Großbritannien an der Elmhurst School for Dance und der Ballet Rambert School. 1997 siedelte sie dauerhaft nach Australien über. Dort tanzte sie u. a. beim Australian Dance Theatre. Als freie Choreografin schuf sie Werke für die Mannheimer Akademie des Tanzes und für die Kompanie De Anima in Brasilien.
Im Jahr 2004 entwickelte sie ihr erstes abendfüllendes Werk Twelfth Floor, welches 2006 auf einer Tournee durch Australien großen Erfolg hatte. Für dieses Werk erhielt sie 2006 den Australian Dance Award für Outstanding Achievement in Choreography.
Im Mai 2007 wurde sie als Nachfolgerin von Graeme Murphy zur künstlerischen Leiterin des bedeutendsten australischen Tanztheaters, der Sydney Dance Company berufen, was wegen ihres Alters und der hochqualifizierten Mitbewerber für Aufsehen sorgte. Im Oktober 2007 sollte sie ihre Stelle antreten.
Tanja Liedtke kam mit 29 Jahren bei einem Verkehrsunfall in Sydney ums Leben. Auf dem nächtlichen Nachhauseweg wurde sie in direkter Nähe zu ihrer Wohnung bei der Überquerung einer Straße von einem Müllwagen tödlich erfasst – sie war in den Gedanken so vertieft, dass sie direkt vor dieses Auto auf die Fahrbahn trat, obwohl die Straße sonst völlig leer war.
Im Juni 2008 wurde die nach ihr benannte Tanja Liedtke Stiftung gegründet: Ihr Zweck ist die Förderung von Kunst und Kultur mit dem besonderen Schwerpunkt Tanz und Theater, vornehmlich auf den Gebieten Zeitgenössischer Tanz und modernes Tanztheater.

## Rezeption
- Dokumentarfilm: Sophie Hyde, Bryan Mason: Tanja – Life in Movement[2][3][4]

## Werke
- 2004 Twelfth Floor
- 2007 Construct